# Mijoo
Lee Seung-ah (en hangul, 이승아; en hanja, 李勝雅; romanización revisada, I Seung-a; McCune-Reischauer, Yi Sŭnga; Okcheon, Chungcheong del Norte; 23 de septiembre de 1994), más conocida como Lee Mi-joo y Mijoo, es una cantante surcoreana, conocida por haber sido miembro del grupo femenino surcoreano Lovelyz.

## Carrera

### 2014-2017: Lovelyz
En 5 de noviembre de 2014, debutó como miembro de la banda girl group Lovelyz bajo el sello discográfico Woollim Entertainment. Lovelyz lanzó el sencillo digital «Good Night Like Yesterday». Su espectáculo debut fue el 12 de noviembre en el K-ART Hall del Parque Olímpico, y al siguiente día en M Countdown.
El 16 de noviembre de 2021, dejó Woollim Entertainment tras decidir no renovar su contrato, y tras la disolución de Lovelyz. Posteriormente, se unió a la discográfica Antenna para sus actividades en solitario.

### 2018-presente:  Programas de variedades
Aparte de su trayectoria musical, Lee participó en varios programas de variedades como, Hit the Stage (2016), Dunia: Into a New World (2018), My Mad Beauty (2018-2019), Sixth Sense (2020-2022) y la segunda temporada en Learn Way (2021-2022).
Lee Mijoo, exintegrante del grupo femenino Lovelyz, ha anunciado su debut en solitario después de nueve años desde su debut en el grupo. La cantante lanzará su primer álbum en solitario en mayo de 2023 bajo la gestión de la empresa Antenna. Mijoo ha demostrado sus habilidades en baile y canto a través de las canciones de Lovelyz, temas para bandas sonoras de k-dramas y en el proyecto 'Juju Secret' de 'Hangout with Yoo', donde recibió críticas positivas por su habilidad vocal y su voz única. Sus fanáticos esperan ansiosamente el concepto y estilo de música que mostrará en su álbum debut como solista.

## Filantropía
El 12 de agosto de 2022, Mijoo donó 30 millones de wones (aproximadamente 20 000 dólares americanos) para ayudar a los afectados por las inundaciones de Corea del Sur de 2022 a través de la Hope Bridge Korea Disaster Relief Association.

## Discografía

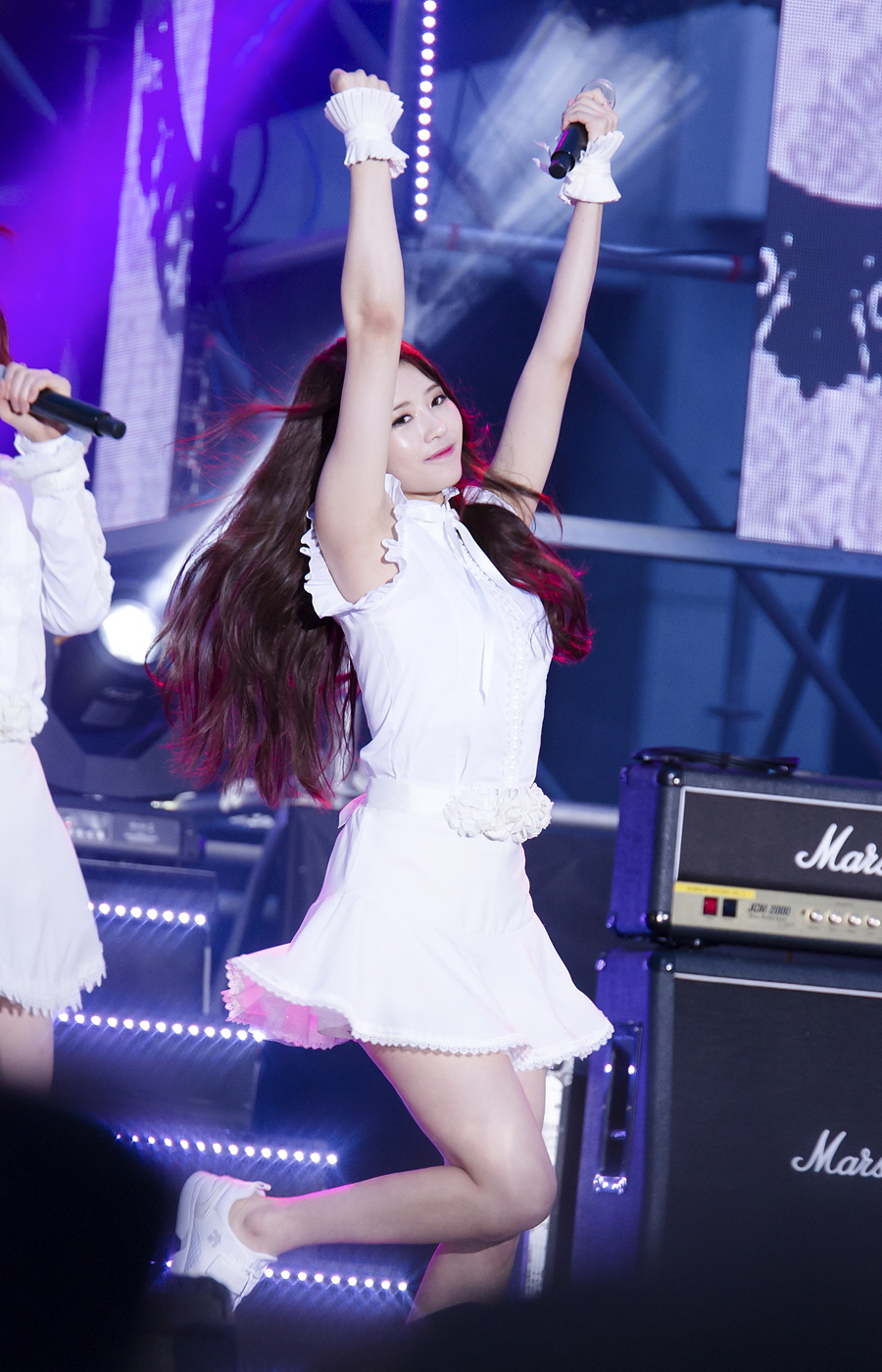
Mijoo durante un concierto celebrado el 24 de junio de 2016.

### Sencillos
| Título                                                        | Año  | Álbum                             | Ref.   |
| ------------------------------------------------------------- | ---- | --------------------------------- | ------ |
| «Loving You» (con Baby Soul y Jin)                            | 2020 | Do Do Sol Sol La La Sol OST Part3 | [ 13 ] |
| «Hello Antenna, Hello Christmas» (con artistas de Antenna)    | 2021 | 2021 Christmas Carol Antenna      | [ 14 ] |
| «Still I Love You» (con Yoo Jae-suk y Ha-ha como trío Toyote) | 2022 | Still I Love You                  | [ 15 ] |
| «RINGING»                                                     | 2022 | Cheer Up OST Part 3               | [ 16 ] |

## Filmografía
| Año  | Título                                | Papel      | Notas                      | Ref.   |
| ---- | ------------------------------------- | ---------- | -------------------------- | ------ |
| 2016 | The Gentlemen of Wolgyesu Tailor Shop | Estudiante | Aparición especial         |        |
| 2023 | Kokdu: Season of Deity                | Empleada   | Aparición especial, ep. 3  | [ 17 ] |
| 2023 | My Dearest                            | Granjera   | Aparición especial, ep. 12 | [ 18 ] |

## Premios y nominaciones
| Premiación                    | Año  | Categoría                               | Nominado/trabajo                                 | Resultado | Ref.   |
| ----------------------------- | ---- | --------------------------------------- | ------------------------------------------------ | --------- | ------ |
| Asia Model Awards             | 2021 | Popular Star Award                      | Sixth Sense                                      | Ganadora  | [ 19 ] |
| Asia Model Awards             | 2022 | Popular Entertainment Award             | Lee Mi-joo                                       | Ganadora  | [ 20 ] |
| Baeksang Arts Awards          | 2022 | Best Female Variety Performer           | Sixth Sense, Hangout with Yoo                    | Nominada  | [ 21 ] |
| Brand Customer Loyalty Awards | 2022 | Entertainer Idol of the Year (Femenina) | Lee Mijoo                                        | Nominada  | [ 22 ] |
| Brand of the Year Awards      | 2021 | Entertainer Idol of the Year (Femenina) | Lee Mijoo                                        | Ganadora  | [ 23 ] |
| Brand of the Year Awards      | 2022 | Entertainer Idol of the Year (Femenina) | Lee Mijoo                                        | Ganadora  | [ 24 ] |
| Korea First Brand Awards      | 2022 | Best Entertainer Idol (Femenina)        | Lee Mijoo                                        | Ganadora  | [ 25 ] |
| MBC Entertainment Awards      | 2021 | Rookie Award                            | Hangout with Yoo                                 | Ganadora  | [ 26 ] |
| MBC Entertainment Awards      | 2021 | Best Couple Award                       | Hangout with Yoo Mijoo (con Yoo Jae-suk y Ha-ha) | Ganadora  | [ 27 ] |